# Antônio de Almeida Lustosa
Dom Antônio de Almeida Lustosa SDB (São João del-Rei, 11 de fevereiro de 1886 — Carpina, 14 de agosto de 1974) foi um bispo católico brasileiro. Foi declarado Venerável no dia 22 de junho de 2023 pelo Papa Francisco.

## Anos sacerdotais
Ingressou na congregação salesiana no dia 29 de janeiro de 1905. Foi ordenado sacerdote  no dia 28 de janeiro de 1912, em Taubaté, pelas mãos de Dom Epaminondas Nunes d'Ávila e Silva, bispo de Taubaté.
Como padre salesiano, ensinou filosofia e teologia. Foi mestre de noviços, diretor e vigário.

## Bispo de Uberaba
O Papa Pio XI nomeou o padre Antônio Lustosa como o segundo bispo de Uberaba, no dia 4 de julho de 1924. Sua ordenação episcopal deu-se a 11 de fevereiro de 1925, em São João del-Rei pelas mãos de Dom Helvécio Gomes de Oliveira, SDB, Dom Emanuel Gomes de Oliveira, SDB, e Dom Benedito Paulo Alves de Sousa. Permaneceu no governo da diocese até 1928.

## Bispo de Corumbá
No dia 17 de dezembro de 1928, o Papa Pio XI nomeia Dom Lustosa para ser bispo de Corumbá, onde permaneceu até 1931.

## Arcebispo de Belém do Pará
Dom Antônio é promovido a arcebispo de Belém do Pará, pelo Papa Pio XI, no dia 10 de julho de 1931.
Dom Lustosa toma posse por procuração no dia 15 de novembro de 1931, nomeando imediatamente Monsenhor Argemiro Maria de Oliveira Pantoja, governador do arcebispado, que já vinha exercendo a função de vigário capitular da arquidiocese desde 21 de julho. Sua chegada a Belém foi no dia 17 de dezembro do mesmo ano, fazendo sua entrada solene na catedral no mesmo dia.
Em 1932 Monsenhor Argemiro Maria de Oliveira Pantoja é nomeado, pelo arcebispo, vigário geral da arquidiocese.
Nos dez anos de seu governo, ele visitou todo o território da Arquidiocese, apesar das grandes dificuldades de acesso e excessiva extensão territorial. A partir de setembro de 1932, Dom Lustosa passa a publicar no periódico católico "A Palavra", suas crônicas relativas às visitas pastorais. Esta coluna terá o nome de "A Margem da Visita Pastoral"; a coletânea destes artigos foi publicada como livro. De sua pena saíram ainda muitos outros livros, entre os quais uma biografia de Dom Macedo Costa, Bispo do Pará.
Dentre as muitas realizações de Dom Antônio Lustosa, destacam-se a reabertura do Seminário Nossa Senhora da Conceição, confiado à administração dos salesianos; criação de diversas paróquias; instalação de comunidades religiosas dos Padres Crúzios, das Irmãs Filhas de Maria Auxiliadora, das Filhas da Caridade de São Vicente de Paulo, das Irmãs Capuchinhas, das Angélicas de São Paulo e das Irmãs de Nossa Senhora da Anunciação.
No dia 19 de julho de 1941, por ordem do Papa Pio XII, Dom Lustosa é transferido para a Arquidiocese de Fortaleza.
No dia 30 de setembro de 1941 ele realiza uma de suas últimas funções litúrgicas como Arcebispo de Belém: a sagração da Basílica de Nossa Senhora de Nazaré, santuário dedicado à padroeira do Pará e da Amazônia, para onde converge o Círio de Nossa Senhora de Nazaré.

## Arcebispo de Fortaleza
Dom Antônio de Almeida Lustosa toma posse na Arquidiocese de Fortaleza no dia 5 de novembro de 1941, em solene celebração junto à Catedral Metropolitana de Fortaleza em construção.
Em 1952 Dom Almeida Lustosa participou da fundação da Conferência Nacional dos Bispos do Brasil (CNBB).
Dom Antônio encontrou no Ceará, um cenário completamente novo daqueles que conhecera em suas últimas três dioceses, confrontou-se com a forte devoção popular, marcada por uma evangelização desafiadora por conta das secas e longas distâncias a se percorrer no território arquidiocesano.
Movido por pujante ardor apostólico convocou em 1947 o segundo Sínodo da Arquidiocese de Fortaleza, pretendendo reorganizar os territórios e novas comunidades, criou trinta e quatro novas paróquias e convidou várias congregações religiosas para atuarem nas várias realidades, em especial na Capital.
Outrossim, sempre se preucupou com a formação intelectual e cultural dos seus diocesanos, por isso escrevia semanalmente em uma coluna fixa do Jornal Católico: O Nordeste. Atento aos sinais dos tempos, criou em 1962 a então Rádio Assunção, como instrumento de comunicação arquidiocesana. De mesmo modo, Dom Lustosa foi autor de inúmeras cartas pastorais e obras reconhecidas até os dias atuais.
É o autor dos vitrais que ornamentam a catedral de Fortaleza, na belíssima construção, buscou evidenciar o aspecto catequético da arte com vitrais, mandou que boa parte do material viesse do exterior. Como também escolheu e selecionou o altar-mor da nova catedral importado de Veneza. Outra marca de Dom Antônio na catedral metropolitana de Fortaleza, foi a construção da capela do subsolo, inspirado por seu carisma salesiano dedicado a juventude, sob o patrocínio do Menino Jesus e de seis santos mártires e adolescentes em altares laterais.
O arcebispo era conhecido por sua forte promoção vocacional e apoio ao clero, manteve aberto e forte o Seminário da Prainha, ordenando grande número de presbíteros para a Arquidiocese de Fortaleza. Como gesto concreto criou o Instituto dos Cooperadores do Clero em 1967, a fim de com a ajuda dos fiéis contribuir com a manutenção do clero e construções paroquiais.
Participou da fase ante-preparatória do Concílio Vaticano II e do primeiro período (outubro – dezembro 1962) do Concílio.
O Papa João XXIII aceitou  sua renúncia no dia 16 de fevereiro de 1963. Passou ao título de Arcebispo de Velebusdus (sé titular), à qual renunciou em 1971, passando a ter o título de Arcebispo emérito de Fortaleza, conforme a reforma do Papa Paulo VI, sobre os bispos eméritos.

## Morte
Dom Lustosa faleceu no dia 14 de agosto de 1974, aos  88 anos de idade, na casa salesiana de Carpina, Pernambuco, Brasil, onde viveu os seus últimos quinze anos. Está sepultado na catedral de Fortaleza.

## Processo de canonização
Em 1993 a Arquidiocese de Fortaleza abriu o processo canônico para sua canonização.
Em Belém do Pará, no dia 1 de janeiro de 2006, o arcebispo de Belém Dom Orani Tempesta assinou o processo arquidiocesano, remetendo-o para Roma.
Ao longo dos anos, a Arquidiocese de Fortaleza, em parceria com os Salesianos, ordem a qual pertencia Dom Lustosa, realiza anualmente no dia 14 de agosto data de sua páscoa, solene celebração na catedral metropolitana de Fortaleza.
Os Salesianos em parceria com o Instituto das Irmãs Josefinas (fundação de Dom Lustosa), realizam um amplo trabalho de divulgação da vida e devoção, através de matérias, vídeos e folhetos.
Ocorreu em agosto de 2019, o segundo seminário sobre a vida e obra de Dom Antônio de Almeida Lustosa, evento promovido pela Faculdade Católica de Fortaleza, como incentivo ao processo de beatificação do Servo de Deus.
Em 22 de junho de 2023, após o conselho dos cardeais e bispos do Dicastério para a Causa dos Santos, o Papa Francisco reconheceu as virtudes heróicas de Dom Antônio de Almeida Lustosa, conferindo o título de Venerável, como um passo importante para o processo de beatificação.

## Brasão de armas
Os elementos presentes no brasão de Sua Excelência são o Coração de Jesus, a Basílica de São Pedro, o Rio Amazonas e a Ilha de Marajó cobertos com um par de asas.
Moto: Sub umbra alarum tuarum (Sob a sombra de tuas asas). Referência ao Salmo 17 que recita: "Guarda-me como a pupila dos olhos, esconde-me à sombra de tuas asas, longe dos ímpios que me oprimem, dos inimigos mortais que me cercam".

### Sucessão
Na Diocese de Uberaba, Dom Lustosa foi o segundo bispo. Sucedeu a Dom Eduardo Duarte Silva e teve como sucessor Dom Luiz Maria Santana, OFMCap.
Na Diocese de Corumbá, Dom  Antônio Foi o quarto bispo. Sucedeu a Dom José Maurício da Rocha e teve como sucessor Dom Vicente Maria Bartholomeu Priante, SDB.
Na Arquidiocese de Belém do Pará, Dom  Antônio de Almeida Lustosa foi o quarto arcebispo, sucedeu a Dom João Irineu Joffily e teve como sucessor Dom Jaime de Barros Câmara.
Na Arquidiocese de Fortaleza, Dom Antônio de Almeida Lustosa foi o quarto arcebispo, sucedeu a Dom Manoel da Silva Gomes e teve como sucessor Dom José de Medeiros Delgado.

## Ordenações episcopais

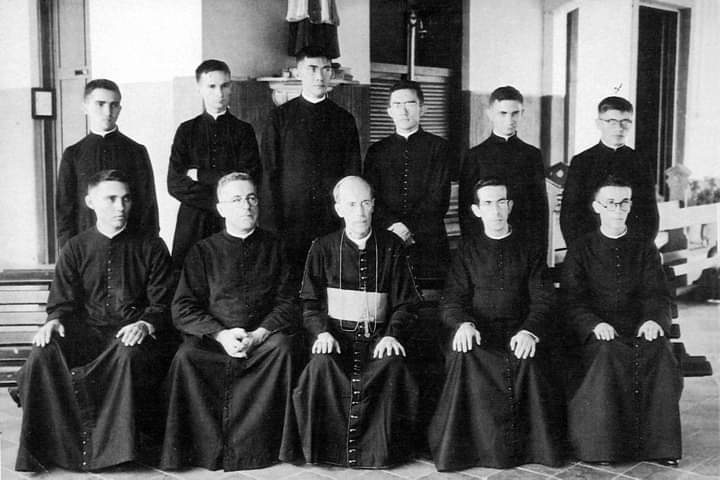
Dom Lustosa e a turma de presbíteros de 1942. Entre os quais, Dom Vicente de Paulo Araújo Matos.

Dom Lustosa foi o principal sagrante dos seguintes bispos:
- Dom Raimundo de Castro e Silva
- Dom Expedito Eduardo de Oliveira
- Dom Vicente de Paulo Araújo Matos
- Dom Ladislau Paz, SDB

Foi co-celebrante da sagração episcopal de:
- Dom Sebastião Tomás, OP

## Ordenações presbiterais
(lista não exaustiva)
Dom Lustosa ordenou sacerdote:
- Rodolfo Wohlrab, SDB
- Frei Dionísio Goncalvez, OAR
- José Maria Pontes de Azevedo
- Faustino Calixto de Brito
- Frei Sevorino Garcia, OAR
- Frei Antolin Rodriguez, OAR
- Carlos Borromeu Ebner, CPPS
- Júlio Muller, CPPS
- João Menges, CPPS
- Alberto Gaudêncio Ramos

## Citação
"Continuarei aqui simplesmente a trabalhar pelo Pai Nosso: Santificado seja o Vosso nome! Venha a nós o Vosso Reino, o programa de um bispo é sempre o mesmo: cumprir o seu dever". Dom Antônio de Almeida Lustosa

### Obras com referência a Dom Lustosa
- GARDEL, Luis D. Les Armoiries Ecclésiastiques du Brésil (1551-1962). Rio de Janeiro, 1963.
- Guia histórico e catálogo da Arquidiocese de Belém. Belém, 1982. 45 p.
- RAMOS, Alberto Gaudêncio. Cronologia eclesiástica do Pará. Belém: Falângola, 1985. 305 p.
- BEOZZO, José Oscar.  Padres conciliares brasileiros no Vaticano II: participação e prosopografia - 1959-1965. Tese de Doutorado. Faculdade de Filosofia, Letras e Ciências Humanas, Universidade de São Paulo, 2001. Orientado por Maria Luiza Marcílio.

### Obras de autoria de Dom Lustosa
- LUSTOSA, Antônio de Almeida. Dom Macedo Costa (Bispo do Pará). Belém: Cruzada da Boa Imprensa, 1939. 580p.
- LUSTOSA, Antonio de Almeida. Carta Pastoral: em prol da saúde corporal e espiritual dos nossos diocesanos do interior. 2. ed. Livraria Pará, 1935. 54 p.
- LUSTOSA, Antonio de Almeida. No estuário amazônico: à margem da visita pastoral. Belém : Conselho Estadual de Cultura, 1976. 498 p.
- LUSTOSA, Antonio de Almeida. Respigando. Fortaleza: Universidade do Ceará, 1958. 358 p.
- LUSTOSA, Antonio de Almeida. Abraçando a cruz. 4. ed. São Paulo: Salesiana Dom Bosco, 1982.   182p. (Coleção Fé e Vida; 1).